# Plattekill (ville, New York)
Plattekill est une ville du comté d'Ulster, dans l'État de New York, aux États-Unis,. En 2010, elle compte une population de 10 499 habitants.

## Démographie
Lors du recensement de 2010, la ville comptait une population de 10 499 habitants, tandis qu'en 2016, elle est estimée à 10 219 habitants.